# گارد ساحلی (نظامی)

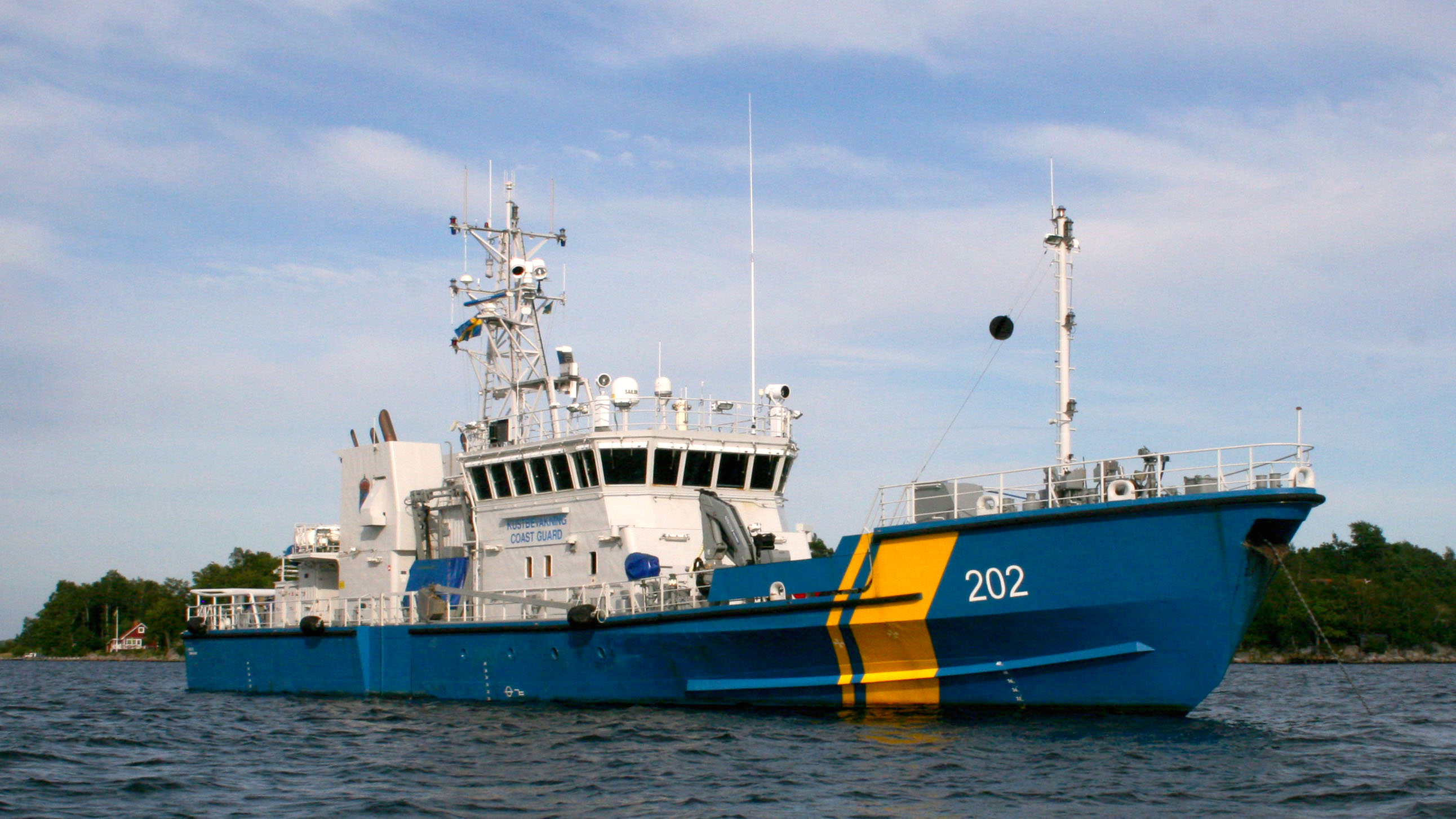
کشتی گارد ساحلی سوئدی

گارد ساحلی (انگلیسی: Coast guard) یا نگهبان ساحلی، سازمان امنیت دریایی یک کشور است، که طیف وسیعی از مسئولیت‌ها را در کشورهای مختلف در بر می‌گیرد، از یک نیروی نظامی مسلح با وظایف گمرکی و امنیتی تا یک سازمان داوطلبانه که وظیفه انجام عملیات امداد و نجات را برعهده دارد. در اکثر کشورها، وظایف یک گارد ساحلی از وظایف نیروی دریایی و پلیس ترانزیت متمایز است، در حالی که در برخی کشورها شباهت‌هایی میان آنها نیز وجود دارد.